# Orford (Suffolk)
Orford – miasto w Anglii, w hrabstwie Suffolk, w dystrykcie East Suffolk. Leży 27 km na wschód od miasta Ipswich i 132 km na północny wschód od Londynu. W 2001 miasto liczyło 690 mieszkańców.

## Zabytki
- zamek z XII w.
- kościół pw. św. Bartłomieja